# Victor Sterpu
Victor Sterpu (14 de junio de 1999) es un deportista moldavo que compite en judo. Ganó una medalla de oro en el Campeonato Europeo de Judo de 2020, en la categoría de –73 kg.

## Palmarés internacional
| Campeonato Europeo | Campeonato Europeo      | Campeonato Europeo | Campeonato Europeo |
| Año                | Lugar                   | Medalla            | Categoría          |
| ------------------ | ----------------------- | ------------------ | ------------------ |
| 2020               | Praga (República Checa) | Medalla de oro     | –73 kg             |